# Wielbłądokształtne
Wielbłądokształtne (Tylopoda) – podrząd ssaków z rzędu parzystokopytnych (Artiodactyla) w obrębie nadrzędu Laurasiatheria.
Opuszkowce wyróżniają się wśród parzystokopytnych sposobem chodzenia (stawiania palców). 

## Podział systematyczny
Do podrzędu należy jedna współcześnie występująca rodzina:
- Camelidae J.E. Gray, 1821 – wielbłądowate

Opisano również rodziny wymarłe:
- Bunomerycidae Gentry & Hooker, 1988
- Cainotheriidae Cope, 1887
- Mixtotheriidae Lydekker, 1883
- Oromerycidae Gazin, 1955
- Robiacinidae Weppe, Blondel, Vianey-Liaud, Escarguel, Pélissié, Antoine & Orliac, 2019

Rodzaje wymarłe o niepewnej pozycji systematycznej i niesklasyfikowane w żadnej z powyższych rodzin:
- Palembertina Weppe, Blondel, Vianey-Liaud, Pélissié & Orliac, 2020[9] – jedynym przedstawicielem był Palembertina deplasi Weppe, Blondel, Vianey-Liaud, Pélissié & Orliac, 2020